# Mischel Tereschtschenko

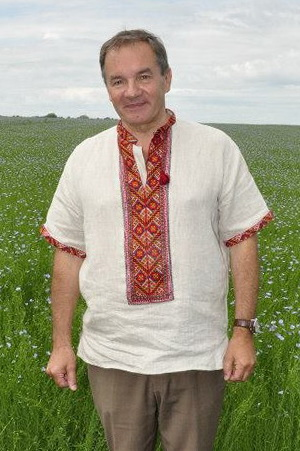
Mischel Tereschtschenko 2014

Mischel Tereschtschenko (ukrainisch Мішель Терещенко, französisch Michel Terestchenko; * 15. September 1954 in Paris, Frankreich) ist ein französisch-ukrainischer Unternehmer, Mäzen und Kommunalpolitiker. Von 2015 bis 2018 war er der Bürgermeister der nordukrainischen Stadt Hluchiw.

## Leben
Der in Paris geborene Mischel Tereschtschenko ist der Enkel des Großgrundbesitzers, Zuckerfabrikanten und Ministers der Provisorischen Regierung Russlands Michail Iwanowitsch Tereschtschenko. Sein Vater war Chemiker und Wissenschaftler in Frankreich und forschte an Raps-Biokraftstofftechnologien.
Mischel Tereschtschenko wuchs in Frankreich auf und absolvierte die Handelsschule. Anschließend diente er als Offizier in der Marine. 1994 besuchte er als Tourist erstmals die Ukraine. Seit 2003 lebt er dauerhaft in Hluchiw, der Heimat seiner berühmten Vorfahren, sowie in Kiew.
Nachdem er mehr als zehn Jahre in der Ukraine lebte und dort die Tereschtschenko Heritage Foundation gründete, wurde im März 2015 von Präsident Petro Poroschenko die ukrainische Staatsbürgerschaft verliehen. Im selben Jahr wurde er mit 64,58 % der Wählerstimmen Bürgermeister der Stadt Hluchiw in der Oblast Sumy und hatte dieses Amt bis September 2018 inne. Außerdem widmet er sich als Landwirt dem Anbau von Flachs und technischem Hanf.
Anfang Oktober 2018 gab er seine beabsichtigte Kandidatur zum Präsidentenamt bei der Präsidentschaftswahl in der Ukraine 2019 bekannt.